# Mijaíl Márkov
Mijaíl Guerasimóvich Márkov –en ruso, Михаил Герасимович Марков– (Kursk, 17 de julio de 1938–Moscú, 5 de mayo de 2012) fue un deportista soviético que compitió en ciclismo en la modalidad de pista. Ganó una medalla de plata en el Campeonato Mundial de Ciclismo en Pista de 1967, en la prueba de medio fondo.

## Medallero internacional
| Campeonato Mundial | Campeonato Mundial        | Campeonato Mundial | Campeonato Mundial |
| Año                | Lugar                     | Medalla            | Competición        |
| ------------------ | ------------------------- | ------------------ | ------------------ |
| 1967               | Ámsterdam ( Países Bajos) | Medalla de plata   | Medio fondo (A)    |